# Mahura southgatei
Mahura southgatei là một loài nhện trong họ Agelenidae.
Loài này thuộc chi Mahura. Mahura southgatei được miêu tả năm 1973 bởi Raymond Robert Forster & Wilton.